# Championnat du Japon de football 1965
Le Championnat du Japon de football 1965 fut le premier championnat national disputé au Japon sous l'égide de la Japan Soccer League. Le championnat était uniquement joué par des amateurs. 

## Classement
| Rang | Équipe                      | Pts | J  | G  | N | P  | Bp | Bc | Diff |
| ---- | --------------------------- | --- | -- | -- | - | -- | -- | -- | ---- |
| 1    | Toyo Industries             | 26  | 14 | 12 | 2 | 0  | 44 | 9  | +35  |
| 2    | Yawata Steel                | 24  | 14 | 11 | 2 | 1  | 40 | 14 | +26  |
| 3    | Furukawa Electric           | 20  | 14 | 10 | 0 | 4  | 32 | 20 | +12  |
| 4    | Hitachi                     | 17  | 14 | 8  | 1 | 5  | 35 | 19 | +16  |
| 5    | Mitsubishi Motors           | 9   | 14 | 4  | 1 | 9  | 24 | 39 | -15  |
| 6    | Toyota Automated Loom Works | 7   | 14 | 2  | 3 | 9  | 16 | 31 | -15  |
| 7    | Yanmar Diesel               | 5   | 14 | 2  | 1 | 11 | 9  | 41 | -32  |
| 8    | Nagoya Bank                 | 4   | 14 | 1  | 2 | 11 | 16 | 43 | -27  |

## Barrage de promotion-relégation
| JSL 8e place | Aller | Retour | Vainqueur de la Senior Cup |
| ------------ | ----- | ------ | -------------------------- |
| Nagoya Bank  | 5-1   | 1-2    | Nippon Kokan               |

Nagoya Bank se maintient en JSL.

## Classement des buteurs
| Joueur           | Nombre de buts |
| ---------------- | -------------- |
| Mutsuhiko Nomura | 15             |